# Kylian Hazard
Kylian Hazard (ur. 5 sierpnia 1995 w La Louvière) – belgijski piłkarz występujący na pozycji pomocnika. Wychowanek Lille OSC, w trakcie swojej kariery grał także w takich zespołach jak Royal White Star Bruxelles, SV Zulte Waregem, Újpest FC oraz Chelsea. Młodszy brat dwóch reprezentantów Belgii, Edena i Thorgana.